# Javali-europeu
O Javali-europeu (nome científico: Sus scrofa scrofa) também chamado de Javali-da-europa-central, é uma subespécie do Javali (Sus scrofa). Apesar de ser nativo da Europa, foi introduzida como espécie exótica em outros continentes, onde ocorre hoje em estado assilvestrado. Ocorre como espécie exótica nas Américas e Oceania. Seu principal predador natural é o lobo-cinzento.

## Introdução da espécie no Brasil
Acredita-se que na América do Sul o javali-europeu tenha sido introduzido primeiramente na Argentina e Uruguai no início do século XX para fins de criação.
O primeiro registro da invasão de porcos assilvestrados no Brasil foi no Pantanal, onde ficaram conhecidos como "porco-monteiro", uma raça de porco doméstica que se tornou selvagem há cerca de 200 anos. No final da década de 1980, pequenas populações javalis assilvestrados no Uruguai invadiram a região sul do Rio Grande do Sul no Brasil. Posteriormente, em 1990 diversos criadores importaram javalis-europeus do Canadá e Europa, e começaram a realizar cruzamentos com porco-doméstico, engendrando o híbrido "javaporco". Porém em 1998, o IBAMA suspendeu as importações e parou de conceder permissão de operação para criadores de suínos "exóticos". Com a soltura intencional e fuga de diversos indivíduos de javali e javaporco, exemplares assilvestrados formaram uma população crescente que progressivamente avança no território brasileiro.
A espécie não possuí predadores naturais no Brasil, já que é uma espécie exótica, além de procriar com o porco doméstico, engendrando o chamado javaporco (neologismo criado para definir este híbrido), fatores que contribuem para o aumento exagerado da população. Com sua população em crescimento contínuo e descontrolado, sem predadores, o javali causa danos ambientais e prejuízos para a agricultura. Como forma de controle para a população do javali (que é considerado uma praga e espécie nociva), sua caça e abate são permitidos (apenas para cadastrados) pelo órgão de controle ambiental, o IBAMA, que, em contrapartida, procura incentivar a preservação de espécies de taiasuídeos nativos, como o queixada e o caititu.